# Josep-Joaquim Esteve Vaquer
Josep-Joaquim Esteve Vaquer (Vall de Uxó, 1970) 
Músico e investigador, comienza su faceta como investigador el año 1997 en los archivos de la Catedral de Santa María de Palma de Mallorca. Se formó musicalmente en la escuela del Centro Instructivo de Arte y Cultura (CIAC) de su pueblo y posteriormente en el Conservatorio Superior de Música de Valencia. 
Su actividad musical se ha centrado sobre todo en el mundo de las bandas de música.
Desde 1989 es profesor-músico de la banda municipal de música de Palma en la especialidad de tuba y es miembro fundador del "Centre d'Investigació Musical de la Catedral de Mallorca" (CINMUS). 
Es autor de diversos artículos sobre el patrimonio musical balear y compositores mallorquines. 
En el año 2002 publicó el trabajo "La música d'un temps. Baltasar Moyà (1861-1923)"  (Documenta Balear, Català) con el cual ha sido galardonado por la "Federació Balear de Bandes de Música i Associacions Musicals" con el premio "Baltasar Moya" a la investigación musical.
En el año 2003 publicó "C.I.A.C. Música, cultura i societat a la Vall d'Uixó" (Documenta Balear, Català), con el que ha recibido una nominación a los premios Euterpe que otorga la Federación de Sociedades Musicales de la Comunidad Valenciana.